# Farndon (Cheshire)
Pour les articles homonymes, voir Farndon.
Farndon est un village et une paroisse civile du Cheshire, en Angleterre. Il est situé à une quinzaine de kilomètres au sud de la ville de Chester, sur les rives de la Dee, à la frontière du pays de Galles. Administrativement, il relève de l'autorité unitaire de Cheshire West and Chester. Au moment du recensement de 2011, il comptait 1 653 habitants.

## Étymologie
Le nom Farndon provient du vieil anglais fearn « fougère » et dūn « colline ». Il est attesté sous la forme Fearndune en 924, et apparaît dans le Domesday Book en tant que Ferentone.

## Personnalités liées
- Édouard l'Ancien, roi du Wessex, est mort à Farndon en 924.
- Le cartographe John Speed est né à Farndon en 1551 ou 1552.

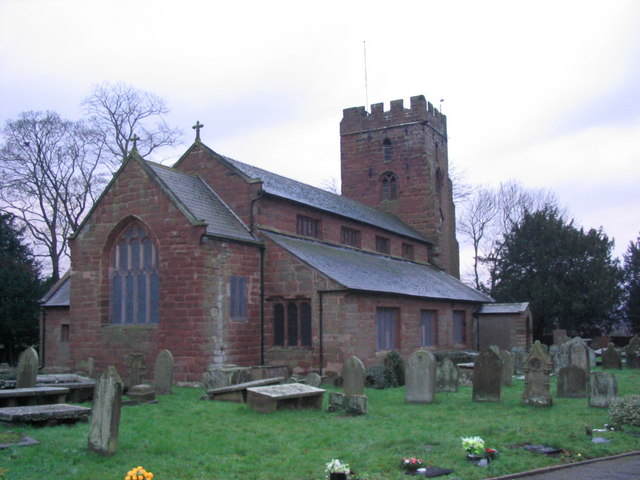
L'église de Farndon, dédiée à saint Chad, est un monument classé de grade II*.
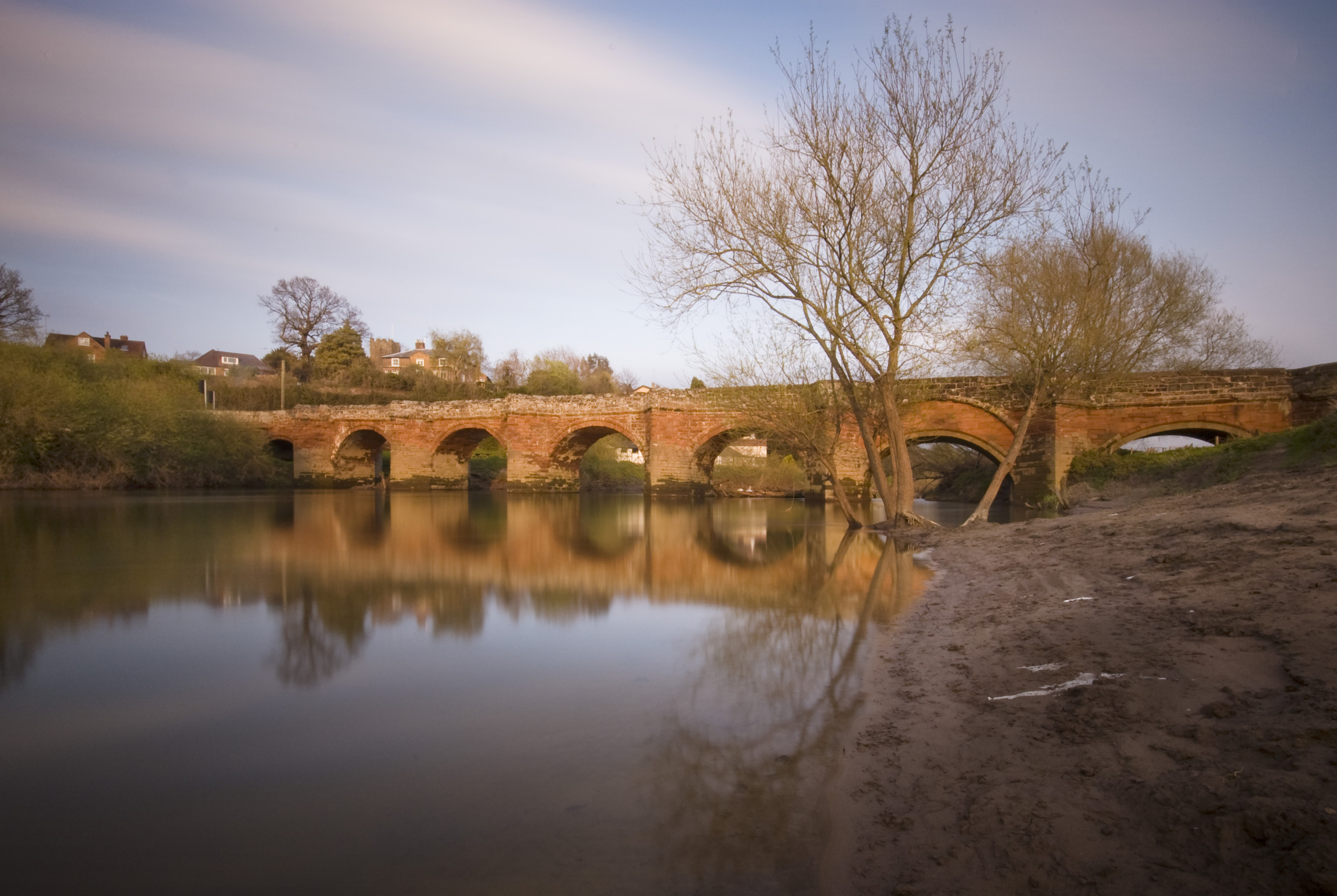
Le pont sur la Dee relie Farndon au village gallois de Holt.